# Calamaria doederleini
Calamaria doederleini este o specie de șerpi din genul Calamaria, familia Colubridae, descrisă de Lewis Henry Gough în anul 1902. Conform Catalogue of Life specia Calamaria doederleini nu are subspecii cunoscute.